# 李勝彥
李勝彥（1944年6月6日—2022年10月28日），台灣台南縣人，銀行經理人、經濟學者，李勝彥過去獲李登輝賞識，曾任臺灣銀行總經理、新光金控獨立董事等職務。配合蔡英文培育金融人才政策，李勝彥出任政大金融學院第一任院長。2022年，在家突然倒地，送往臺北榮民總醫院急救仍因主動脈剝離不治身亡。

## 經歷
1966年國立中興大學法商學院經濟系畢業。役畢就職南亞塑膠，考取日本政府獎學金後赴日就讀日本神戶大學，取得經濟學碩士學位後，返國任職於政院經濟建設委員會。四年後再度赴美就讀匹茲堡大學取得經濟學博士。畢業後任職於維吉尼亞電力公司和華府公共服務委員會。1980年5月返國出任中央銀行經研處副處長、處長及業務局局長。2001年9月轉任台灣銀行擔任總經理、2006年8月轉任中國輸出入銀行。2008年獲第八屆國立臺北大學傑出校友。
李勝彥精通英、日語常奉派或應邀赴美、日等國出席國際性會議。2000年3月出版『金融國際化與金融變動論文－美、日、台之經驗』，李前總統登輝稱讚為『國際金融專家』。1998年及2000年被中華民國名人錄收錄。

## 政黨傾向
2004年3月17日，「全國金融界挺扁後援會」刊登半版「改革金融、相信台灣」的廣告，署名包括台銀董事長及銀行公會理事長陳木在、台銀總經理李勝彥、第一金控董事長謝壽夫、總經理蔡哲雄、彰化銀行董事長張伯欣、總經理張嵩峨、華銀董事長林明成、總經理許德南、土銀總經理呂桔誠、陽信銀行董事長陳勝宏及新光開發公司董事長吳東昇等。

## 褒揚令
2022年11月7日，於夏凱納靈糧之家舉行追思禮拜，總統蔡英文也到場出席，並頒發褒揚令，感謝他對台灣金融業的影響與貢獻，由遺孀蔡淑美代表接受，前副總統陳建仁和衛生福利部前部長暨民進黨台北市長候選人陳時中、央行總裁楊金龍、前行政院院長暨新世代金融基金會董事長陳冲，也都到場致意，而包含副總統賴清德、總統府祕書長李大維，前央行總裁彭淮南，也都送上花藍致意，場面相當隆重。褒揚令全文為：

國立政治大學國際金融學院院長李勝彥，朗潤夷雅，識見錚錚。少歲卒業現國立臺北大學經濟學系，嗣負笈遠渡，先後獲日本神戶大學、美國匹茲堡大學碩、博士學位，夕厲晨兢，抱志專攻。遄返擔任中央銀行經濟研究處處長、業務局局長，統合模型初步架構，奠定計量經濟學礎石；迎擊紓解金融風暴，悉心執秉貨幣要策；遭逢九二一地震肆虐，擬陳濟困貸款方案，畢智劬勤，明效大驗。復奉派膺任臺灣銀行及中國輸出入銀行總經理，完善公司化改制目標，督飭資訊大樓營造；洞察金融卡防範事宜，詳確風險管控處理；宣弘政府財經成果，推升對外貿易量能，振裘持領，百緒紛陳；運帷謨慮，橫草功多。近比接掌政大國際金融學院，增益全球學術交流，簽訂各項合作意向書；啟迪高階秀異人才，厚實整體競爭優勢，卓越前瞻，創新精進。綜其生平，豐富國家經濟究研內涵，力促臺灣金融產業發展，猷為盛績，建白讜論；矜絜儀型，聿昭傳詠。遽聞溘然辭世，軫悼彌殷，應予明令褒揚，用示政府篤念魁彥之至意。

總　　　統　蔡英文　　　　

行政院院長　蘇貞昌　　　　

## 著作
- 《台灣經濟研究基本論集》，臺灣商務，2008年，ISBN 9789570522532
- 《東方不敗經濟學：如何看待國際金融變動》，臺灣商務，2014年，ISBN 9789570529005
- 《國際經濟金融變動：名家帶你讀財經》，財團法人金融研究院，2018年，ISBN 9789863991281